# Salcia (okręg Mehedinți)
Salcia – wieś w Rumunii, w okręgu Mehedinți, w gminie Salcia. W 2011 roku liczyła 2794 mieszkańców.